# Bombezyna

Struktura bombezyny

Bombezyna (GRP z ang. Gastrin Releasing Peptide) – neuropeptyd zbudowany z 14 aminokwasów, uwalniający gastrynę.
Została pierwotnie wyizolowana ze skóry płaza kumaka nizinnego (Bombina bombina) z rodziny kumakowatych.
Bombezyna wywiera stymulujący wpływ na wydzielanie hormonów przysadkowych oraz pobudza sekrecję śluzowej i surowiczej wydzieliny z nosa. Obok cholecystokininy jest głównym hormonem hamującym za pomocą sprzężenia zwrotnego ujemnego przyjmowanie pokarmu. Dodatkowo bombezyna jest markerem niektórych typów nowotworów takich jak rak trzustki czy nerwiak zarodkowy.
- Wzór sumaryczny: C71H110N24O18S
- masa cząsteczkowa 1619,85 g/mol
- sekwencja aminokwasowa: C-Glu-Gln-Arg-Leu-Gly-Asn-Gln-Trp-Ala-Val-Gly-His-Leu-Met-N